# Gyan Johari
Gyan Prakash Johari (* 1. September 1940 in Rampur, Indien; † 28. Januar 2024 in Hamilton, Ontario, Kanada) war ein kanadischer Physikochemiker und Materialwissenschaftler, der vor allem für seine Forschungen an Flüssigkeiten und Gläsern bekannt wurde.

## Leben
Nach seiner Promotion in physikalischer Chemie an der Princeton University forschte und lehrte er an der State University of New York und der Yeshiva University. 1970 nahm er eine Position im National Research Council of Canada an und 1983 wurde er zum Professor an der McMaster University in Hamilton berufen. Für seine wissenschaftlichen Leistungen erhielt Johari verschiedene Ehrungen, zum Beispiel wurde er 1993 zum Fellow of the Royal Society of Canada ernannt und 2007 erhielt er die Ehrendoktorwürde des Trinity College Dublin.

## Forschung
Neben seinen Forschungen an unterkühltem Wasser und amorphem Eis wurde Johari vor allem für einige bahnbrechende Arbeiten zum Relaxationsverhalten glasbildender Flüssigkeiten bekannt. Zusammen mit Martin Goldstein entdeckte er 1970 eine schnelle Teilchenbewegung, die universell in verschiedenen Arten glasbildender Flüssigkeiten und in anderen ungeordneten Materialien auftritt. Dieser dynamische Prozess, der sich zum Beispiel mit dielektrischer Spektroskopie nachweisen lässt, ist heute als „Johari-Goldstein Relaxation“ bekannt und Gegenstand aktueller Forschung.

## Veröffentlichungen
Johari hat mehr als 400 Publikationen in referierten internationalen Wissenschaftsjournalen und Büchern veröffentlicht. Seine Arbeiten wurden mehr als 20000-mal zitiert und sein h-Index ist 68.